# 999-й штурмовой авиационный полк
999-й штурмовой авиационный Таллинский ордена Суворова полк  — авиационная воинская часть ВВС РККА штурмовой авиации в Великой Отечественной войне.

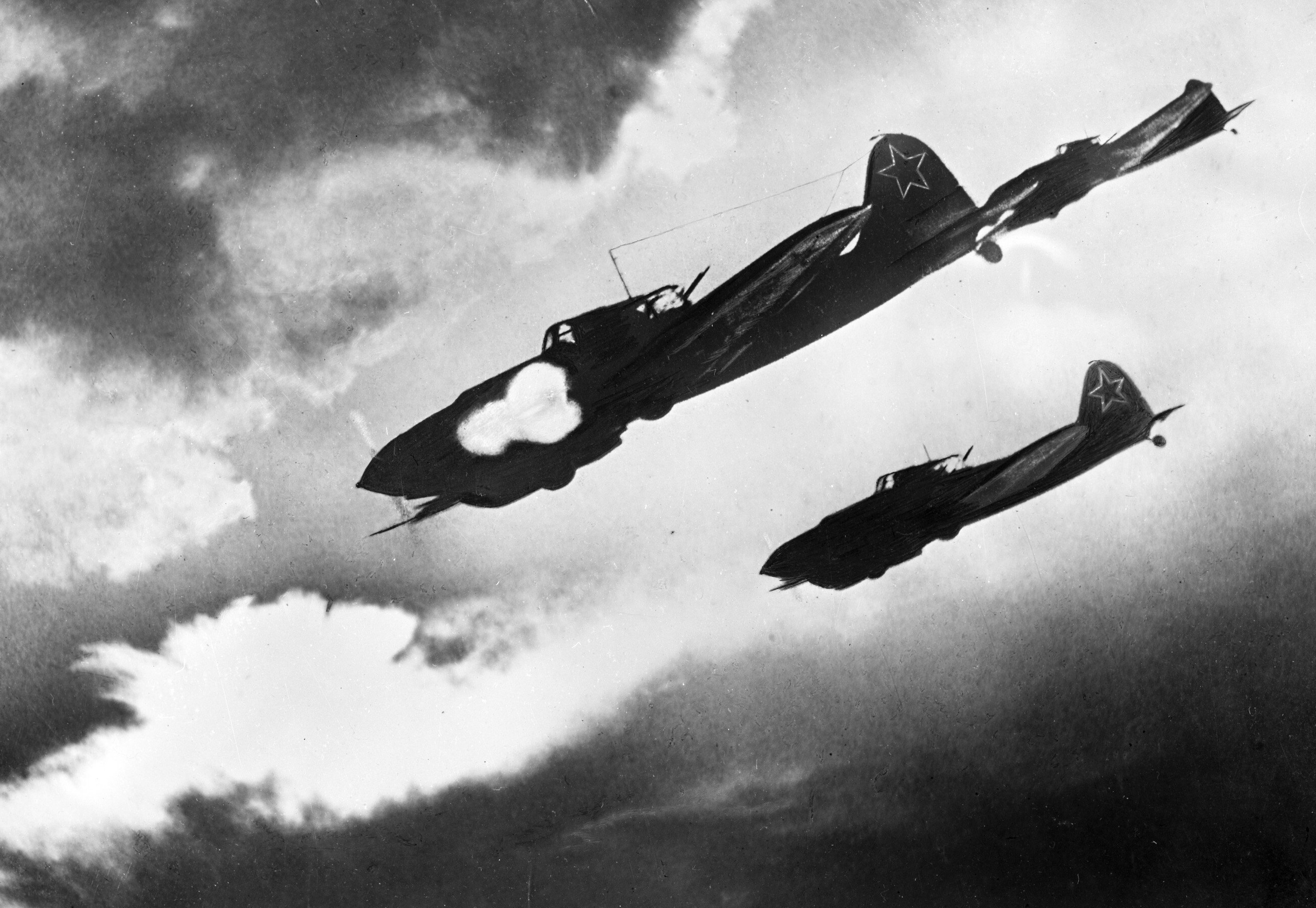
Штурмовик Ил-2 стоял на вооружении полка с первых дней существования полк и до его расформирования в 1946 году. Этот самолёт прикрывал «Дорогу жизни» блокадного Ленинграда.

## Наименование полка
В различные годы своего существования полк имел наименования:
- 999-й легкобомбардировочный авиационный полк;
- 999-й штурмовой авиационный полк[1];
- 999-й штурмовой авиационный Таллинский полк[1];
- 999-й штурмовой авиационный Таллинский ордена Суворова полк[1].

## История и боевой путь полка
Полк начал формироваться в октябре 1942 года в составе ВВС Сибирского военного округа как 999-й легкобомбардировочный авиационный полк. С конца ноября полк, не закончив формирование, прибыл в состав ВВС Московского военного округа, где переформирован в штурмовой авиаполк на самолётах Ил-2 с пушками НС-37 (ОКБ-16). В составе ВВС Московского военного округа полк со 2 декабря по 2 января полк продолжал переучивание с самолёта У-2 на Ил-2 и доукомплектование до мая 1943 года, после чего полк вошел в состав сформированной 277-й штурмовой авиадивизии 13-й воздушной армии Ленинградского фронта.
15 мая 1943 года полк прибыл на Ленинградский фронт и с 18 июня начал боевую работу. Серьёзное боевое крещение полка произошло 22 июля 1943 года. Полк выполнял задание командования по разрушению и уничтожению укреплений противника на участке Синявино — Мга, выполнив за один день 30 боевых вылетов. За два месяца работы (с 18 июня по 18 августа) полк выполнил 248 боевых вылетов, потерял 7 летчиков, 5 воздушных стрелков, 11 самолётов.
В составе дивизии полк участвовал в боях за Ленинград, в Ленинградско-Новгородской наступательной операции и освобождении Прибалтики. В октябре полк вместе с дивизией был передан в состав 1-й воздушной армии, поддерживающей войска 3-го Белорусского фронта в Восточно-Прусской наступательной операции. День победы полк закончил на аэродроме Виттенберг в Восточной Пруссии.
За весь боевой путь в войне полк выполнил 3229 боевых вылета с налетом 3443 часов 31 минутe. Проведено 2 штурмовых удара по аэродромам противника и 40 воздушных боев. Свои потери составили: самолёты — 99, летчики — 66.
В составе действующей армии полк находился с 9 мая 1943 года по 9 мая 1945 года.
После войны полк входил в состав 277-й штурмовой авиадивизии 1-й воздушной армии Барановичского военного округа до 9 июля 1945 года и базировался на аэродроме Виттенберг. С 9 июля 1945 года полк вместе с дивизией вошли в состав 13-й воздушной армии Ленинградского военного округа и перебазировался на аэродром Раквере (Эстонская ССР). В апреле 1946 года полк расформирован в составе дивизии.

## Командиры полка
- майор Горохов Александр Иванович[5], 02.1942 — 27.04.1944
- майор, подполковник Зеленцов Павел Петрович[8], 22.10.1944 — 06.1945
- гвардии майор Голодняк Петр Михайлович, 06.1945 -

## В составе соединений и объединений
| Дата          | Фронт (округ)                                   | Армия                           | Дивизия                             | Примечания |  |
| ------------- | ----------------------------------------------- | ------------------------------- | ----------------------------------- | ---------- |  |
| 01.11.1942 г. | Сибирский военный округ                         | ВВС Сибирского военного округа  |                                     |            |  |
| 01.12.1942 г. | Московский военный округ                        | ВВС Московского военного округа |                                     |            |  |
| 09.05.1943 г. | Ленинградский фронт                             | 13-я воздушная армия            | 277-я штурмовая авиационная дивизия |            |  |
| 15.10.1944 г. | 3-й Белорусский фронт                           | 1-я воздушная армия             | 277-я штурмовая авиационная дивизия |            |  |
| 09.05.1945 г. | 3-й Белорусский фронт                           | 1-я воздушная армия             | 277-я штурмовая авиационная дивизия |            |  |
| 10.06.1945 г. | Группа советских оккупационных войск в Германии | 1-я воздушная армия             | 277-я штурмовая авиационная дивизия |            |  |
| 09.07.1945 г. | Ленинградский военный округ                     | 13-я воздушная армия            | 277-я штурмовая авиационная дивизия |            |  |
| 01.04.1946 г. | Ленинградский военный округ                     | 13-я воздушная армия            | 277-я штурмовая авиационная дивизия |            |  |

## Участие в операциях и битвах
- Битва за Ленинград:
  - Мгинская операция — с 22 июля 1943 года по 22 августа 1943 года.
  - Новгородско-Лужская операция — с 14 января 1944 года по 15 февраля 1944 года.
  - Ленинградско-Новгородская операция — с 14 января 1944 года по 1 марта 1944 года.
  - Красносельско-Ропшинская операция — с 14 января 1944 года по 30 января 1944 года.
- Выборгско-Петрозаводская операция:
  - Выборгская операция — с 10 июня 1944 года по 20 июня 1944 года.
  - Свирско-Петрозаводская операция — с 21 июня 1944 года по 22 июня 1944 года.
- Нарвская операция — с 24 июля 1944 года по 30 июля 1944 года.
- Прибалтийская операция — с 14 сентября 1944 года по 24 ноября 1944 года.
  - Мемельская операция — с 5 октября 1944 года по 22 октября 1944 года.
- Восточно-Прусская операция — с 13 января 1945 года по 25 апреля 1945 года.
  - Инстербургско-Кёнигсбергская операция — с 13 января 1945 года по 27 января 1945 года.
  - Кенигсбергская операция — с 6 апреля 1945 года по 9 апреля 1945 года.
  - Земландская операция — с 13 апреля 1945 года по 25 апреля 1945 года.

## Награды
999-й штурмовой авиационный Таллинский полк за образцовое выполнение заданий командования в боях, за прорыв обороны немцев в Восточной Пруссии и проявленные при этом доблесть и мужество Указом Президиума Верховного Совета СССР от 19 февраля 1945 года награждён орденом Суворова III степени.

## Почетные наименования
999-му штурмовому авиационному полку за отличие в боях при овладении столицей Эстонской ССР городом Таллин (Ревель) — важной военно-морской базой и крупным портом на Балтийском море приказом НКО № 0338 от 22 октября 1944 года на основании Приказа ВГК № 191 от 22 сентября 1944 года присвоено почётное наименование «Таллинский».

## Благодарности Верховного Главнокомандующего
Воинам полка в составе 277-й штурмовой дивизии объявлены благодарности Верховного Главнокомандующего:
- За отличия в боях при прорыве обороны противника на Карельском перешейке севернее города Ленинград и овладение городом и крупной железнодорожной станцией Териоки, важным опорным пунктом обороны противника Яппиля и занятии свыше 80 других населенных пунктов[11].
- За прорыв линии Маннергейма, преодоление сопротивления противника на внешнем и внутреннем обводах Выборгского укрепленного района и овладение штурмом городом и крепостью Выборг[12].
- За отличие в боях при овладели штурмом городом и крепостью Нарва — важным укрепленным районом обороны немцев, прикрывающим пути в Эстонию[13].
- За отличие в боях при прорыве сильно укрепленной обороны противника севернее города Тарту, освобождении более 1500 населенных пунктов[14].
- За отличие в боях при овладении столицей Эстонской ССР городом Таллин (Ревель) — важной военно-морской базой и крупным портом на Балтийском море[10].
- За отличие в боях при овладении городом Пярну (Пернов) — важным портом в Рижском заливе[15].
- За отличие в боях при овладении мощными опорными пунктами обороны противника — Ширвиндт, Наумиестис (Владиславов), Виллюнен, Вирбалис (Вержболово), Кибартай (Кибарты), Эйдткунен, Шталлупенен, Миллюнен, Вальтеркемен, Пиллюпенен, Виштынец, Мелькемен, Роминтен, Гросс Роминтен, Вижайны, Шитткемен, Пшеросьль, Гольдап, Филипув, Сувалки и занятиим около 900 других населенных пунктов, из которых более 400 населенных пунктов на территории Восточной Пруссии[16].
- За отличие в боях при овладении городами Восточной Пруссии Тильзит, Гросс-Скайсгиррен, Ауловенен, Жиллен и Каукемен — важными узлами коммуникаций и сильными опорными пунктами обороны немцев на кенигсбергском направлении[17].
- За отличие в боях при овладении городами в Восточной Пруссии городом Гумбиннен — важным узлом коммуникаций и сильным опорным пунктом обороны немцев на кенигсбергском направлении[18].
- За отличие в боях при овладении городом Инстербург — важным узлом коммуникаций и мощным укрепленным районом обороны немцев на путях к Кенигсбергу[19].
- За отличие в боях при овладении штурмомо городами Вормдит и Мельзак — важными узлами коммуникаций и сильными опорными пунктами обороны немцев[20].
- За отличие в боях при овладении городом Браунсберг — сильным опорным пунктом обороны немцев на побережье залива Фриш-Гаф[21].
- За отличие в боях при овладении городом Хайлигенбайль — последним опорным пунктом обороны немцев на побережье залива Фриш-Гаф, юго-западнее Кёнигсберга[22].
- За отличие в боях при разгроме и завершении ликвидации окруженной восточно-прусской группы немецких войск юго-западнее Кёнигсберга[23].
- За овладение крепостью и главным городом Восточной Пруссии Кёнигсберг — стратегически важным узлом обороны немцев на Балтийском море[24].
- За овладение последним опорным пунктом обороны немцев на Земландском полуострове городом и крепостью Пиллау — крупным портом и военно-морской базой немцев на Балтийском море[25].

## Отличившиеся воины
- Арчаков Николай Иванович, капитан, командир эскадрильи 999-го штурмового авиационного полка 277-й штурмовой авиационной дивизии 1-й воздушной армии Указом Президиума Верховного Совета СССР от 29 июня 1945 года удостоен звания Герой Советского Союза. Золотая Звезда № 6340.
- Дураков Валентин Фёдорович, майор, штурман 999-го штурмового авиационного полка 277-й штурмовой авиационной дивизии 1-й воздушной армии Указом Президиума Верховного Совета СССР от 29 июня 1945 года удостоен звания Герой Советского Союза. Золотая Звезда № 6292.
- Захаров, Лев Платонович, лейтенант, командир эскадрильи 999-го штурмового авиационного полка 277-й штурмовой авиационной дивизии 1-й воздушной армии Указом Президиума Верховного Совета СССР от 29 июня 1945 года удостоен звания Герой Советского Союза. Золотая Звезда не вручена в связи с гибелью.
- Иванов Евгений Нилович, капитан, командир эскадрильи 999-го штурмового авиационного полка 277-й штурмовой авиационной дивизии 13-й воздушной армии Указом Президиума Верховного Совета СССР от 23 февраля 1945 года удостоен звания Герой Советского Союза. Золотая Звезда не вручена в связи с гибелью.
- Константинова Тамара Фёдоровна, лейтенант, штурман эскадрильи 999-го штурмового авиационного полка 277-й штурмовой авиационной дивизии 1-й воздушной армии Указом Президиума Верховного Совета СССР от 29 июня 1945 года удостоена звания Герой Советского Союза. Золотая Звезда № 6355.
- Карабанов, Иван Андреевич, старшина, воздушный стрелок 999-го штурмового авиационного полка, кавалер ордена Славы трёх степеней.

## Воины полка, совершившие огненный таран
Огненный таран совершили:
- 19 марта 1945 года экипаж: Герой Советского Союза штурман полка капитан Иванов Евгений Нилович и воздушный стрелок гвардии старшина Королёв Илья Григорьевич. Гвардии старшина Королёв И. Г. награждён посмертно в этот же день орденом Славы III степени.

## Память
- В деревне Капитолово Ленинградской области, где во время Битвы за Ленинград базировался полк, создано мемориальное захоронение летчиков полка[26].

## Базирование полка
| Период               | Место базирования             |
| -------------------- | ----------------------------- |
| 04.1945 — 01.07.1945 | Виттенберг, Восточная Пруссия |
| 01.07.1945 — 1946    | Раквере, Эстония              |